# Bultaco Sherpa T
|  | No s'ha de confondre amb Bultaco Sherpa N o Bultaco Sherpa S. |

La Bultaco Sherpa T fou un model de motocicleta de trial fabricat per Bultaco entre 1964 i 1985, època durant la qual fou una de les millors motocicletes d'aquesta modalitat (en forta competència amb les també catalanes Montesa Cota i OSSA MAR) i assolí un gran prestigi internacional. Les seves característiques principals eren el motor de dos temps monocilíndric refrigerat per aire (inicialment de 250 i més tard de 350 cc, a banda de les versions juvenils de 74 i 125 cc), bastidor de simple bressol (tret dels versions de 74 i 125 cc, en què era doble), frens de tambor i amortidors de forquilla convencional davant i telescòpics darrere. Seguint la filosofia de Bultaco, la moto es venia amb tots els avenços tècnics que havien provat en competició els pilots oficials de la marca, amb la qual cosa qualsevol afeccionat podia adquirir a la botiga una motocicleta capaç de guanyar, sense cap retoc, el Campionat del Món.
Creada amb la col·laboració del millor pilot de trial del moment, el nord-irlandès Sammy Miller, la Sherpa T fou una moto revolucionària que representà un punt d'inflexió dins la història del trial, ja que el fet d'adoptar un motor de dos temps li atorgava una agilitat de resposta i una lleugeresa que contribuí a fer evolucionar ràpidament aquest esport, arraconant per sempre més les motocicletes britàniques amb motor de quatre temps que havien dominat la disciplina fins aleshores. Des del mateix moment de la seva estrena oficial en competició, als Sis Dies d'Escòcia de 1965, la innovadora Bultaco aconseguí nombrosos èxits arreu del món, arribant a guanyar campionats estatals, proves internacionals i campionats mundials sense interrupció fins que els problemes de l'empresa, a començaments de la dècada de 1980, la feren desaparèixer d'escena.
Amb la Sherpa T s'acabà també l'època daurada del trial, la que abasta les dècades de 1960 i 1970, quan aquest esport s'expandí i assolí gran popularitat a Europa i Nord-amèrica en gran manera gràcies a aquesta moto i als èxits aconseguits pels seus famosos usuaris: Sammy Miller, Malcolm Rathmell, Martin Lampkin, Yrjö Vesterinen, Bernie Schreiber, Charles Coutard, Manuel Soler o Toni Gorgot, per citar-ne els més reeixits.

## Història

### Antecedents
L'any 1960, Bultaco llançà dues motos derivades de la Tralla 101 de carretera (el primer model de la marca, aparegut el 1959): La Sherpa S, destinada al motocròs, i la Sherpa N, una moto pensada per a l'ús rural en zones amb camins en males condicions, la qual sacrificava una mica la seva velocitat punta a fi de tenir un major poder d'ascensió i capacitat de passar rius a gual. Aquesta moto es pot considerar la primera Bultaco de "trial" i fou, de fet, la primera de la marca a competir en una prova d'aquesta modalitat al Regne Unit (concretament, una de disputada el 1961 al Traitors Ford, al límit entre Warwickshire i Oxfordshire). El pilot en fou Dan Shorey, motociclista polifacètic contractat per l'importador de Bultaco al Regne Unit que, poc abans, li havia demanat permís a Francesc Xavier "Paco" Bultó (fundador i amo de l'empresa) per a competir en proves de trial al seu país amb motos britàniques. Bultó, però, li donà una Sherpa N i li digué que fes servir aquella moto modificant-la al seu gust, cosa que va fer l'anglès.

### Els Bultó i el trial
Poc després, Francesc Xavier Bultó començà a organitzar a la seva finca familiar Sant Antoni de Cunit l'anomenat Trial de Sant Antoni, inspirat en les proves britàniques que havia descobert durant els seus múltiples viatges. Era més que res una festa per a la gent de Bultaco i s'hi participava amb tota mena de motos adaptades: Tralla, Sherpa N, etc. Més tard s'hi convidà a pilots d'altres marques, deixant-los una Bultaco per a l'ocasió. Es pot qualificar aquells primers "trials" com a la llavor d'aquest esport a Catalunya, tant en l'aspecte esportiu com en el tecnològic, ja que Bultó organitzava excursions motoritzades per muntanya amb els seus pilots per tal d'experimentar de cara a aquella prova, partint d'una moto que anomenaven buque insignia (vaixell almirall) la qual anaven adaptant, sobre el terreny, amb un estol de mecànics que la seguia. Anys a venir, aquella moto (creada sobre la base d'una Sherpa N) seria l'origen de la Sherpa T.
El 1962, els nebots de Bultó Joan Soler Bultó i Oriol Puig Bultó participaren (observats pel seu oncle) en un trial que organitzà la FIM a París amb la intenció de promocionar aquest esport al continent -ja que aleshores es practicava gairebé només a les illes britàniques-, per tal d'investigar sobre el terreny aquella desconeguda disciplina i millorar els prototipus de la marca. En aquella ocasió, provaren un parell de Tralla 101 modificades.
Ja al 1964, Oriol se n'anà amb un Seat 600 als Scottish (Sis Dies d'Escòcia) a provar els nous prototipus, més evolucionats, pilotant-ne un ell i l'altre el britànic Tom Ollerton. Puig Bultó abandonà, però l'astre del trial Sammy Miller s'interessà per aquelles motos i arribà a provar-les, quedant tant sorprès per la seva lleugeresa i per la vivacitat del motor que demanà d'ésser informat dels futurs avenços. El mateix 1964, en una altra prova promocional a Grenoble, els pilots de Bultaco allí desplaçats quedaren en tercer, quart i cinquè lloc final, fet que li obrí els ulls definitivament a Don Paco (com era conegut afectuosament Francesc Xavier Bultó), adonant-se'n que amb poques modificacions les seves motos podien arribar a superar les feixugues BSA, Ariel, AJS, Norton i altres motos equipades amb motor de quatre temps de 500 cc i més de 150 kg de pes.

### 1964, neix la Sherpa T

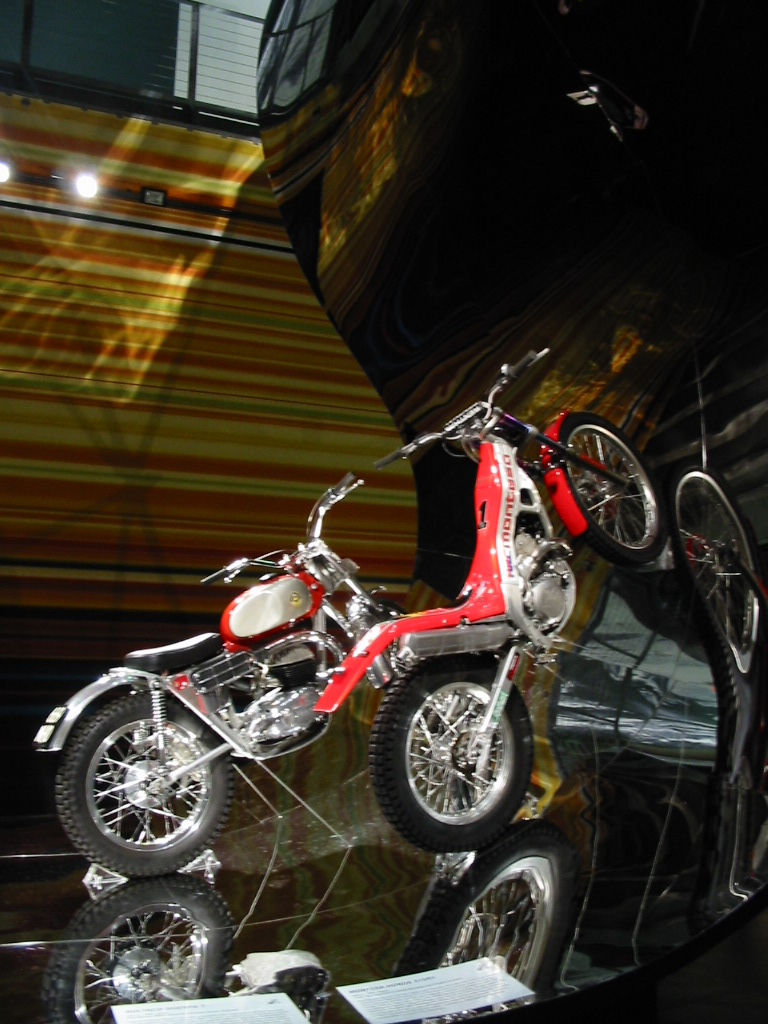
Una de les primeres Sherpa T de 1965 (esquerra), propietat de Sammy Miller

Tot i que aleshores ja s'havia organitzat algun altre trial a Catalunya a banda dels de Sant Antoni (com ara el I Trial de Sant Vicenç de Castellet, el 1959, i el I Trial de Viladrau, el 1961) es pot considerar l'any 1964 com el del començament d'aquesta modalitat en aquest país, sobretot després de l'organització del I Trial del Tibidabo l'1 de novembre d'aquell any, esdeveniment que obtingué un fort ressò mediàtic. Poc abans que això passés, aquell mateix estiu, s'havia estat gestant la Sherpa T a la finca dels Bultó.
Efectivament, a mitjan 1964 Bultó contactà amb Sammy Miller tot demanant-li que provés el prototipus d'una nova moto. Hi ha dues versions sobre aquest fet: L'una afirma que Miller es personà a la botiga de Bultaco a l'Avinguda Meridiana de Barcelona. Paco Bultó el convidà aleshores a la seva finca de Sant Antoni i allí el nord-irlandès se li oferí: «Li interessa la moto de muntanya? Em vol fitxar?» Bultó no s'ho pensà dues vegades i així nasqué una associació d'allò més fructífera. Segons l'altra versió, Miller rebé una oferta de Bultaco a l'estiu i tot seguit viatjà a Barcelona, on Bultó posà un full de paper en blanc davant seu i li demanà que dibuixés la moto de trial ideal. Miller li digué: «D'acord, doni'm 12 dies i, partint de zero, li dissenyaré una moto a punt per a esser assajada».
D'altra banda, cal fer constar que una altra font explica aquesta versió: cap a finals de 1963, Bultó demanà als germans Rickman (aleshores, importadors de Bultaco al Regne Unit) que li cerquessin un pilot de trial que n'entengués de mecànica i que pogués aportar els seus coneixements de cara a la creació d'una nova moto de trial. Els Rickman li parlaren de Sammy Miller i, al mateix temps, contactaren amb l'irlandès a Txecoslovàquia, on participava en els ISDT de Špindleruv Mlýn integrant l'equip britànic. En tornar de Txecoslovàquia, Miller provà la Sherpa N de Dan Shorey i en quedà tan gratament sorprès que decidí viatjar a Barcelona per a col·laborar en el projecte.

#### Gestació a Sant Antoni
Sigui com sigui, el fet és que Sammy Miller s'estigué l'estiu de 1964 a la finca Sant Antoni de Cunit, on provà el prototipus que li havia preparat Francesc Xavier Bultó a partir d'una Sherpa N. Inicialment, Miller suggerí alguns canvis: sostenia que la nova motocicleta de trial havia de cubicar 250 cc, i tot i que Bultó disposava només d'una 200 cc, aviat començaren la tasca de posada a punt; Miller deia també que la moto es movia massa del darrere, de manera que Bultó i el seu nebot Joan Soler Bultó decidiren allargar-ne el basculant una polzada en honor del britànic. Al novembre, Miller tornà per mirar d'enllestir la moto en unes intenses sessions: al llarg de dues setmanes, durant el dia un equip de tècnics i provadors duien a terme múltiples proves, dirigides personalment per Francesc Xavier Bultó, i a la nit un altre equip de tècnics i projectistes efectuaven les modificacions necessàries per a les proves de l'endemà.
Acabades aquestes sessions, Sammy Miller afirmà que no es trobava a gust sobre aquella lleugeríssima moto de dos temps, mostrant-se refractari a signar amb la marca. Bultó, però, creia en la seva moto, així que aprofitant els seus contactes feu que li portessin del Regne Unit la famosa Ariel GOV 132 de Miller, amb la qual el nord-irlandès havia obtingut 500 victòries. La moto arribà a Catalunya en només dos dies, i provant-la en les mateixes zones el resultat fou molt favorable a la Bultaco (amb l'Ariel, Miller fou incapaç de superar la "Rocky" -la zona d'examen de la masia de Sant Antoni- mentre que amb la Sherpa la superà netament).

#### Fitxatge de Samy Miller
Sammy Miller tornà tot seguit al Regne Unit per a disputar algunes proves més amb l'Ariel, però convençut que l'era de les quatre temps s'acabava. Finalment, signà el contracte que l'unia a Bultaco per 2 milions de pessetes d'aleshores (uns 12.000 euros al canvi). El fitxatge fou sobretot un pacte entre cavallers: Miller confiava tant en la seva obra que feu incloure al contracte una clàusula en què es comprometia a guanyar el 80% de les curses que disputés amb la Sherpa. La primera de totes no la guanyà, però acabà complint amb escreix la clàusula, ja que guanyà el 95% de les proves que corregué amb aquella moto.

#### Presentació oficial
La «Sherpa T», nom que rebé el nou model de Bultaco, es presentà oficialment a l'exposició d'Earls Court (Londres) de 1964, i al Nadal Miller l'estrenà en competició. La versió definitiva de la moto aparegué publicada per primer cop en un assaig a la revista Motor Cycling, el 16 de gener de 1965, i la seva presentació oficial al públic fou al Saló de l'Automòbil de la Fira de Barcelona d'aquell any. Poc després, al maig, Sammy Miller hi aconseguí la primera victòria d'una dos temps i d'una moto no britànica als Sis Dies d'Escòcia, la competició de trial més important d'aquells anys.
A partir de 1966 l'expansió de la Sherpa T fou imparable, aconseguint més de 500 victòries i 30 campionats estatals en diversos països, fet que en disparà la demanda, arribant a vendre-se'n 20.042 unitats arreu del món en aquell any (aquesta xifra de vendes no es veié superada fins al 1973, amb 23.149 unitats venudes). De fet, cap a finals dels anys 60 la moto de trial representava més del 90% de la producció de Bultaco.

### Repercussió
Hi ha un abans i un després en el trial que queda marcat per aquell acord a la finca Sant Antoni. Amb la Sherpa T arribà la gran revolució i l'expansió internacional del trial, ja que per primera vegada es disposava de motos lleugeres, barates, divertides i eficients.
Com a anècdota, durant la segona meitat de la dècada de 1960, al Regne Unit la Sherpa T es coneixia humorísticament com a «La glàndula del mico», ja que allà hi havia aleshores una poció de moda que assegurava que rejovenia a qui en prenia. El mateix feia la Bultaco, ja que pilots retirats i massa grans per al trial tornaven, amb aquella moto, a fer coses abans impensables.

## Palmarès

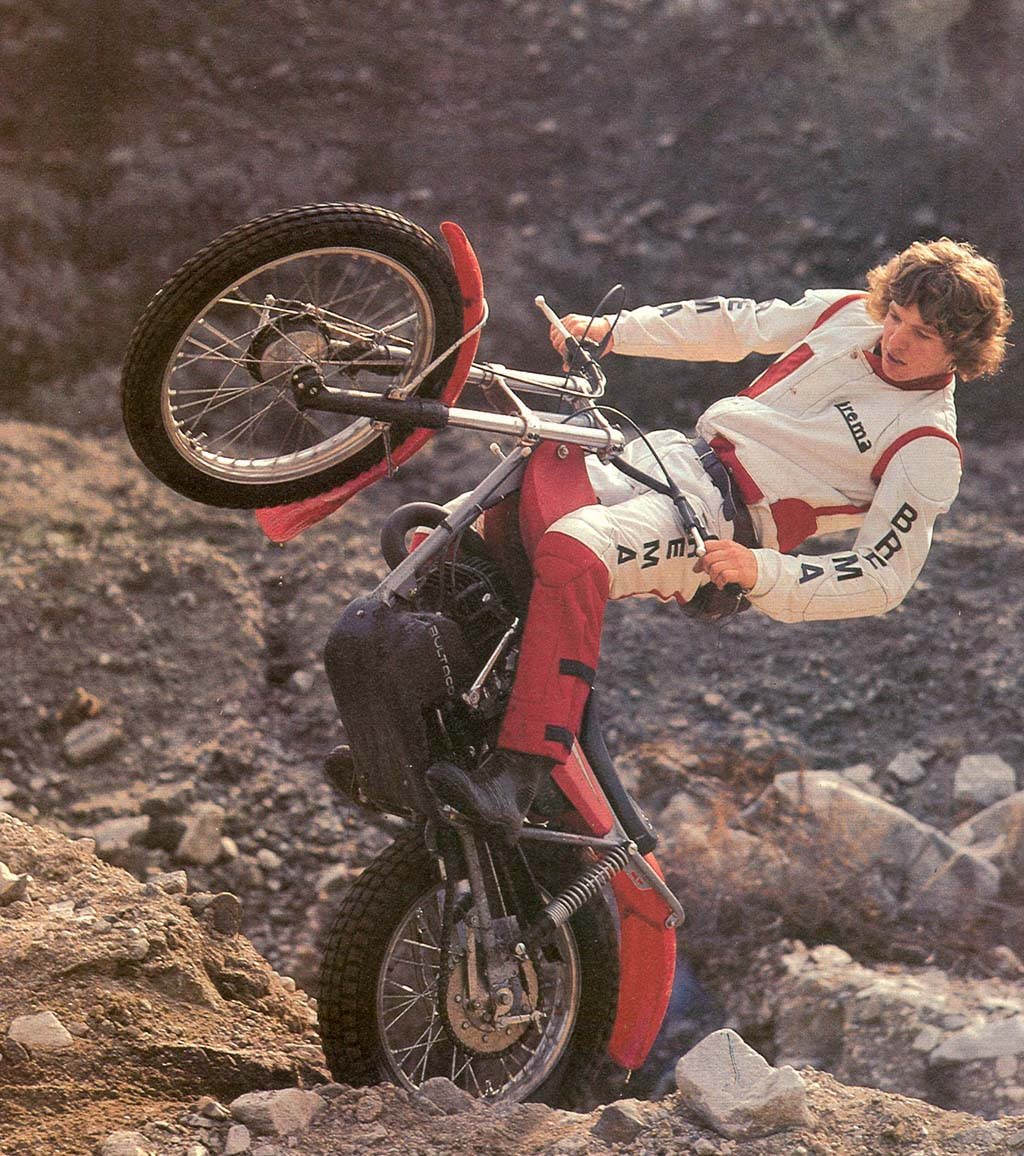
Bernie Schreiber amb la Sherpa T cap a 1978. Amb el seu innovador estil de pilotatge sobre la Bultaco, Schreiber representà per si sol una altra revolució dins el món del trial

Des del seu debut en competició a mans de Sammy Miller, La Sherpa T va guanyar, entre d'altres, cinc Campionats del Món consecutius (tots els que se celebraren mentre la fàbrica estigué activa), quatre Campionats d'Europa, set vegades els Sis Dies d'Escòcia, quinze Campionats de Finlàndia, onze d'Espanya, nou de britànics i set de França. Com a exemple del seu potencial, l'any 1974 Bultaco guanyà tots els principals campionats de trial que es disputaren arreu del món.
Com a curiositat, la Sherpa T ostenta un rècord que probablement restarà imbatut per sempre més: el de major altitud assolida per una motocicleta pels seus propis mitjans a l'Himàlaia, concretament 5.156 metres. Aquesta cota l'aconseguiren sis catalans el novembre de 1973, en una expedició motoritzada a aquesta serralada equipats amb sengles Sherpa T (Model 92) específicament adaptades per a la missió. L'aventura, coneguda com a Moto Himàlaia, tingué força ressò internacional. Poc després, el Govern del Nepal prohibí l'accés de vehicles motoritzats a l'àrea, fet que fa gairebé impossible de superar aquest rècord. Tot i així, aquell rècord fou finalment superat per dues altres expedicions catalanes en indrets diferents, també a bord de motocicletes Bultaco Sherpa T: l'expedició Moto Igualada-Kilimanjaro (5.895 metres al Kilimanjaro el 1974) i la Moto Igualada-Aconcagua (6.800 metres a l'Aconcagua el 1977).

### Campionats internacionals guanyats
| Edició             | Any  | Campió           |
| ------------------ | ---- | ---------------- |
| Campionat d'Europa |      |                  |
| I                  | 1968 | Sammy Miller     |
| III                | 1970 | Sammy Miller     |
| VI                 | 1973 | Martin Lampkin   |
| VII                | 1974 | Malcolm Rathmell |
| Campionat del Món  |      |                  |
| I                  | 1975 | Martin Lampkin   |
| II                 | 1976 | Yrjö Vesterinen  |
| III                | 1977 | Yrjö Vesterinen  |
| IV                 | 1978 | Yrjö Vesterinen  |
| V                  | 1979 | Bernie Schreiber |

1. ↑   Fins al 1974 el Campionat era d'Europa, i a partir de 1975 va passar a anomenar-se Campionat del Món

## Versions
Al llarg dels anys, la Sherpa T patí profundes transformacions per tal d'anar mantenint el seu lideratge tecnològic. El 1965 se'n comercialitzà la primera versió, el model 10 -conegut també com a "Sammy Miller"- amb culata radial i una cilindrada de 244,2 cc (diàmetre per carrera: 72x60 mm), canvi de 4 velocitats i 18 cv a 8.000 rpm. El 1968 aparegué el model 49, amb un canvi de 5 velocitats provat l'any anterior per Miller, i augmentant la potència fins a 19,6 cv a 5.500 rpm, abandonant definitivament la culata radial. Els anys següents la moto patí bàsicament canvis estètics, a la vegada que s'anava aplanant la seva corba de potència fins a arribar a la darrera 250 "clàssica" de la gamma, el model 198 de 1978, amb 14,1 cv a 5.500 rpm. La següent 250 ja fou el model 198B de 1981, amb canvis dràstics tant estètics com en el motor.
Una altra fita dins l'evolució d'aquesta moto fou l'any 1972, en què nasqué la Sherpa T 350, la primera moto de trial de dos temps a superar la tanca dels 300 cc, amb una cilindrada de 326,03 cc, cinc velocitats i 21 cv a 5.000 rpm. Aquesta moto donà un nou impuls al trial i aviat l'adoptaren els millors pilots de la disciplina.
Bultaco no s'oblidà dels més joves, i per a ells llançà els anys 1975 i 1977, respectivament, la Sherpa T 125 (9,12 cv a 8.500 rpm) i la Sherpa T 74 (6,63 cv a 7.000 rpm), ambdues amb canvi de 6 velocitats.

### Llista de versions produïdes
| Id. Model | Versió       | Cilindrada  | Anys                | Núm. Sèrie          | Pintura dipòsit                           |
| --------- | ------------ | ----------- | ------------------- | ------------------- | ----------------------------------------- |
| 10        | Sammy Miller | 250         | 1964 - 1967         | 10.000.001          | Vermell i argentat                        |
| 27        | San Antonio  | 250         | 1967 - 1968         | 27.000.001          | Vermell i argentat                        |
| 49        |              | 250         | 1968 - 1971         | 49.000.001          | Vermell amb franja argentada anterior     |
| 80        | Kit Campió   | 250         | 1971 - 1972         | 80.000.001          | Vermell amb franja argentada inferior     |
| IT80      | Cruz Roja    | 250         | ?                   |                     | ?                                         |
|           |              |             |                     |                     |                                           |
| 91        |              | 250         | 1972 - 1974         | 91.000.001          | Vermell amb franja argentada inferior     |
| 92        | 350          | 92.000.001  | 1972 - 1974         |                     | Vermell amb franja argentada inferior     |
|           |              |             |                     |                     |                                           |
| 122       |              | 350         | Prototipus de sèrie | Prototipus de sèrie | ?                                         |
|           |              |             |                     |                     |                                           |
| 124       |              | 250         | 1974                | 124.000.001         | Vermell amb franja argentada inferior     |
| 125       | 350          | 125.000.001 | 1974                |                     | Vermell amb franja argentada inferior     |
|           |              |             |                     |                     |                                           |
| 132       |              | 250         | 1974 - 1975         | 132.000.001         | ?                                         |
| 133       | 350          | 133.000.001 | 1974 - 1975         |                     | ?                                         |
|           |              |             |                     |                     |                                           |
| 150       |              | 250         | 1975                | 150.000.001         | Vermell amb franja argentada inferior     |
| 151       | 350          | 151.000.001 | 1975                |                     | Vermell amb franja argentada inferior     |
|           |              |             |                     |                     |                                           |
| 157       |              | 125         | 1975                | 157.000.001         | Vermell amb ratlla argentada superior     |
| 158       | 250          | 1975 - 1976 | 158.000.001         |                     | Vermell amb ratlla argentada superior     |
| 159       | 350          | 1975 - 1976 | 159.000.001         |                     | Vermell amb ratlla argentada superior     |
|           |              |             |                     |                     |                                           |
| 182       |              | 250         | 1976 - 1977         | 182.000.001         | Vermell amb ratlla argentada superior     |
| 183       | 350          | 183.000.001 | 1976 - 1977         |                     | Vermell amb ratlla argentada superior     |
|           |              |             |                     |                     |                                           |
| 184       |              | 74          | 1976 - 1978         | 184.000.001         | Vermell amb ratlla argentada superior     |
| 185       | 125          | 185.000.001 | 1976 - 1978         |                     | Vermell amb ratlla argentada superior     |
| 185B      |              | 125         | 1978 - 1979         | 185.000.001         | Blau                                      |
|           |              |             |                     |                     |                                           |
| 190       |              | 250         | 1977 - 1978         | 190.000.001         | Vermell amb ratlla argentada superior     |
| 191       | 350          | 191.000.001 | 1977 - 1978         |                     | Vermell amb ratlla argentada superior     |
|           |              |             |                     |                     |                                           |
| 196       |              | 74          | 1979 - 1982         | 196.000.001         | Blau                                      |
| 197       | 125          | 1979 - 1980 | 197.000.001         |                     | Blau                                      |
|           |              |             |                     |                     |                                           |
| 198       |              | 250         | 1978 - 1980         | 198.000.001         | Vermell amb ratlles argentades posteriors |
| 199       | 350          | 199.000.001 | 1978 - 1980         |                     | Vermell amb ratlles argentades posteriors |
|           |              |             |                     |                     |                                           |
| 198A      |              | 250         | 1980 - 1981         | ?                   | Blau amb ratlles argentades posteriors    |
| 199A      | 350          | ?           | 1980 - 1981         |                     | Blau amb ratlles argentades posteriors    |
|           |              |             |                     |                     |                                           |
| 198B      |              | 250         | 1981 - 1982         | ?                   | Blau amb ratlla blanca posterior          |
| 199B      | 350          | 1981 - 1985 | ?                   |                     | Blau amb ratlla blanca posterior          |
|           |              |             |                     |                     |                                           |
| 221       | Pirineos     | 125         | 1979                | 221.000.001         | Blau                                      |

### Model 10
El motor de la primera Sherpa T derivava del de la Sherpa S de motocròs, i les seves innovacions principals eren la culata d'alumini amb aletes radials, l'engegada per volant magnètic FEMSA Var 125-4 i la seva suspensió anterior, fabricada per la mateixa Bultaco, que s'inspirava en la italiana Ceriani. El mateix any del seu llançament, 1965, esdevingué la primera moto no britànica a guanyar els prestigiosos Sis Dies d'Escòcia.
Fitxa tècnica
| Bultaco Sherpa T #10 Sammy Miller | Bultaco Sherpa T #10 Sammy Miller               | Bultaco Sherpa T #10 Sammy Miller |
| --------------------------------- | ----------------------------------------------- | --------------------------------- |
|                                   | 250                                             |                                   |
| Núm. Sèrie                        | 10.000.001                                      |                                   |
| Anys                              | 1964 - 1967                                     |                                   |
| CC                                | 244,29                                          |                                   |
| Diàmetre x Carrera                | 72 x 60 mm                                      |                                   |
| Compressió                        | 8:1                                             |                                   |
| CV                                | 18 a 8.000 rpm                                  |                                   |
| Carburador                        | IRZ Tipo 24EC 24 mm                             |                                   |
| Canvi                             | 4 velocitats                                    |                                   |
| Suspensió davant                  | Telescòpica amb amortidors hidràulics de 165 mm |                                   |
| Suspensió darrera                 | Girling de 70 mm                                |                                   |
| Pneumàtic davant                  | 2,75 x 21                                       |                                   |
| Pneumàtic darrera                 | 4 x 18                                          |                                   |
| Frens davant                      | Tambor 125 mm                                   |                                   |
| Frens darrera                     | Tambor 140 mm                                   |                                   |
| Pes en sec                        | 92 kg                                           |                                   |
| Dipòsit                           | Vermell i argentat (8 litres)                   |                                   |

### Model 27

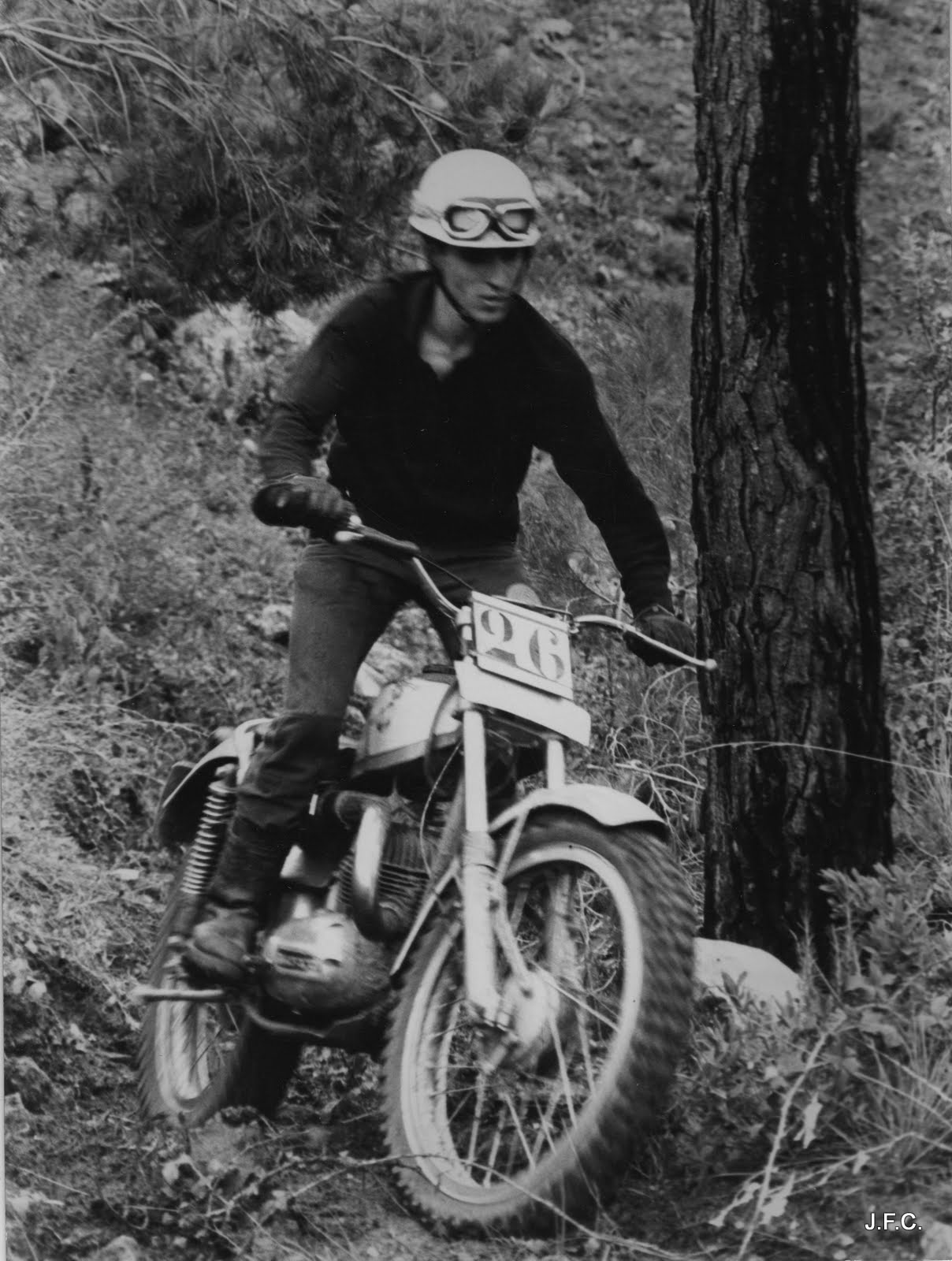
Joan Font amb la Sherpa T San Antonio el 1967

Aquest model es conegué també com a Sherpa San Antonio per haver estat desenvolupat a la famosa finca dels Bultó. La seva principal aportació era el nou motor de concepció més moderna i canvi de cinc velocitats. També desapareixia la característica culata radial i es milloraven suspensions, sistema elèctric i estètica, amb un nou dipòsit i selló.
Fitxa tècnica
| Bultaco Sherpa T #27 San Antonio | Bultaco Sherpa T #27 San Antonio                | Bultaco Sherpa T #27 San Antonio |
| -------------------------------- | ----------------------------------------------- | -------------------------------- |
|                                  | 250                                             |                                  |
| Núm. Sèrie                       | 27.000.001                                      |                                  |
| Anys                             | 1967 - 1968                                     |                                  |
| CC                               | 244,29                                          |                                  |
| Diàmetre x Carrera               | 72 x 60 mm                                      |                                  |
| Compressió                       | 9:1                                             |                                  |
| CV                               | 19,6 a 5.500 rpm                                |                                  |
| Carburador                       | IRZ 24 EC/ Amal 627                             |                                  |
| Canvi                            | 5 velocitats                                    |                                  |
| Suspensió davant                 | Telescòpica amb amortidors hidràulics de 165 mm |                                  |
| Suspensió darrera                | Amortidors hidráulics Betor de 70 mm            |                                  |
| Pneumàtic davant                 | 3 x 21                                          |                                  |
| Pneumàtic darrera                | 4 x 18                                          |                                  |
| Frens davant                     | Tambor 125 mm                                   |                                  |
| Frens darrera                    | Tambor 140 mm                                   |                                  |
| Pes en sec                       | 92 kg                                           |                                  |
| Dipòsit                          | Vermell i argentat (7 litres)                   |                                  |

### Model 49
La tercera versió de la Sherpa T representà una fita important en l'evolució de la moto, la qual millorà en tots els aspectes, estètica inclosa. Amb aquest model, Sammy Miller guanyà la primera edició del Campionat d'Europa, successor de l'antiga Challenge Henry Groutards que s'havia disputat entre 1964 i 1967. La moto gaudia d'un magnífic motor que, tot i cubicar encara 250 cc, tenia ja totes les virtuts dels futurs motors de la casa de 350 cc (fins i tot amb una "estirada" o capacitat de pujar de voltes molt superior a la d'aquells), a més d'un precís tacte d'embragatge. D'altra banda, aquesta fou la primera Sherpa a muntar estreps retràctils a partir de les seves darreres versions.
Fitxa tècnica
| Bultaco Sherpa T #49 San Antonio 2 | Bultaco Sherpa T #49 San Antonio 2               | Bultaco Sherpa T #49 San Antonio 2 |
| ---------------------------------- | ------------------------------------------------ | ---------------------------------- |
|                                    | 250                                              |                                    |
| Núm. Sèrie                         | 49.000.001                                       |                                    |
| Anys                               | 1968 - 1971                                      |                                    |
| CC                                 | 244,29                                           |                                    |
| Diàmetre x Carrera                 | 72 x 60 mm                                       |                                    |
| Compressió                         | 10:1                                             |                                    |
| CV                                 | 19,8 a 5.500 rpm                                 |                                    |
| Carburador                         | AMAL 627                                         |                                    |
| Canvi                              | 5 velocitats                                     |                                    |
| Suspensió davant                   | Telescòpica amb amortidors hidràulics de 165 mm  |                                    |
| Suspensió darrera                  | Amortidors hidráulics graduables de 100 mm       |                                    |
| Pneumàtic davant                   | 3 x 21                                           |                                    |
| Pneumàtic darrera                  | 4 x 18                                           |                                    |
| Frens davant                       | Àrea de frenada: 7.650 mm2                       |                                    |
| Frens darrera                      | Àrea de frenada: 11.360 mm2                      |                                    |
| Pes en sec                         | 92 kg                                            |                                    |
| Dipòsit                            | Vermell amb franja argentada anterior (7 litres) |                                    |

#### Kit Campió

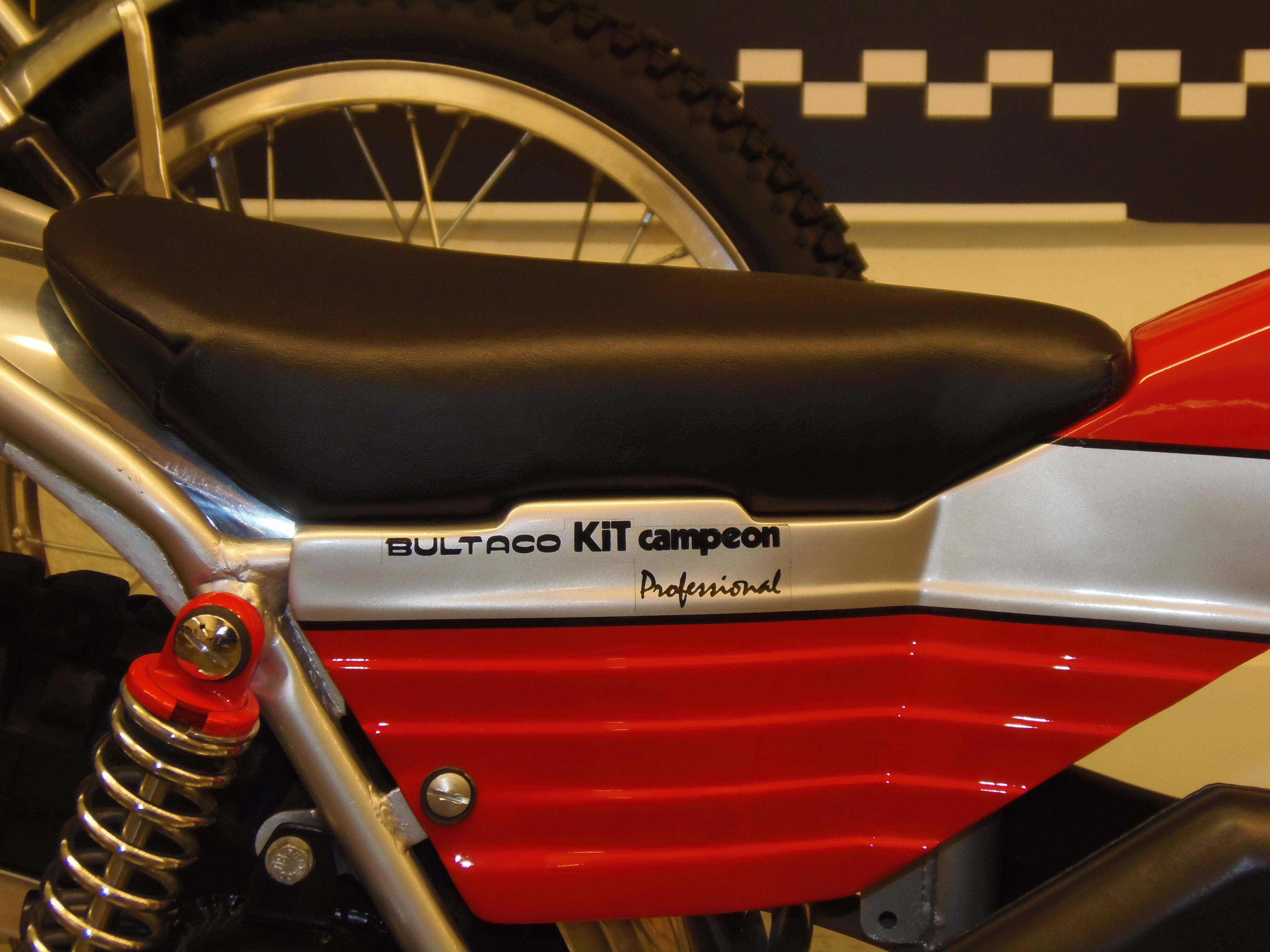
El logotip del Kit Campió en una Sherpa T Model 80 de 1971

D'altra banda, el model 49 comença a oferir com a extra el cèlebre Kit Campió a partir de 1969, opció que ja a partir de 1971 s'incorporà de sèrie al nou model 80. El popular Kit, anomenat al començament Kit Campeón Profesional, consistia en el conjunt dipòsit-selló-plaques laterals en una sola peça, més un tub d'escapament especial i altres accessoris. Fou la resposta de Bultaco a la Montesa Cota 247, apareguda el 1968, que unia a la seva gran efectivitat una innovadora estètica (gràcies a la qual guanyà un premi de disseny FAD), la principal característica de la qual era justament el fet d'unir el dipòsit i les tapes laterals en una sola peça.
Així doncs, malgrat que el motor i el xassís de la Sherpa T eren molt vàlids, la seva carrosseria havia esdevingut poc competitiva en comparació amb la Cota, i per aquest motiu Bultaco creà aquest conjunt d'accessoris que es podien muntar al model 49 fàcilment. Des d'aleshores, tots els models posteriors de Sherpa T es fabricaren ja amb aquest acabat, fins que fou abandonat definitivament amb el model 158 (aparegut el 1975), que tornava al sistema clàssic de dipòsit i plaques laterals per separat.

### Model 80
Aquest model fou el primer a incorporar de sèrie el popular Kit Campió, motiu pel qual se'l conegué també com a Sherpa T "Kit Campió" o, simplement, "Kit".
Fitxa tècnica
| Bultaco Sherpa T #80 Kit | Bultaco Sherpa T #80 Kit                           | Bultaco Sherpa T #80 Kit |
| ------------------------ | -------------------------------------------------- | ------------------------ |
|                          | 250                                                |                          |
| Núm. Sèrie               | 80.000.001                                         |                          |
| Anys                     | 1971 - 1972                                        |                          |
| CC                       | 244,29                                             |                          |
| CV                       | 19,8 a 5.500 rpm                                   |                          |
| Carburador               | AMAL 627                                           |                          |
| Canvi                    | 5 velocitats                                       |                          |
| Suspensió davant         | Telescòpica amb amortidors hidràulics              |                          |
| Suspensió darrera        | Amortidors hidráulics                              |                          |
| Pneumàtic davant         | 3 x 21                                             |                          |
| Pneumàtic darrera        | 4 x 18                                             |                          |
| Frens davant             | Tambor 125 mm                                      |                          |
| Frens darrera            | Tambor 140 mm                                      |                          |
| Pes en sec               | 92 kg                                              |                          |
| Dipòsit                  | Vermell amb franja argentada inferior (4,5 litres) |                          |

### Models 91 i 92
A banda de mantenir la versió de 250 cc (model 91), Bultaco presentà la Sherpa T 350 (model 92), la primera moto de trial de dos temps de més de 300 cc. La versió de 1972 es conegué també com a Sherpa "Ignasi Bultó", ja que el fill gran de Don Paco feia de pilot provador i a les seves motos sempre s'hi assajaven experiments tècnics que s'aplicaven després a la sèrie.
Fitxa tècnica
| Bultaco Sherpa T   | Bultaco Sherpa T                                | Bultaco Sherpa T                                | Bultaco Sherpa T |
| ------------------ | ----------------------------------------------- | ----------------------------------------------- | ---------------- |
|                    | 250                                             | 350                                             |                  |
| Id. Model          | 91                                              | 92                                              |                  |
| Núm. Sèrie         | 91.000.001                                      | 92.000.001                                      |                  |
| Anys               | 1972 - 1974                                     | 1972 - 1974                                     |                  |
| CC                 | 244,29                                          | 326,03                                          |                  |
| Diàmetre x Carrera | 72 x 60 mm                                      | 83,2 x 60 mm                                    |                  |
| Compressió         | 9:1                                             | 9:1                                             |                  |
| CV                 | 19,8 a 5.500 rpm                                | 21 a 5.000 rpm                                  |                  |
| Carburador         | AMAL 627                                        | AMAL 625                                        |                  |
| Canvi              | 5 velocitats                                    | 5 velocitats                                    |                  |
| Suspensió davant   | Telescòpica amb amortidors hidràulics de 165 mm | Telescòpica amb amortidors hidràulics de 165 mm |                  |
| Suspensió darrera  | Amortidors hidràulics graduables de 100 mm      | Amortidors hidràulics graduables de 100 mm      |                  |
| Pneumàtic davant   | 2,75 x 21                                       | 2,75 x 21                                       |                  |
| Pneumàtic darrera  | 4 x 18                                          | 4 x 18                                          |                  |
| Frens davant       | 125 x 25 mm                                     | 125 x 25 mm                                     |                  |
| Frens darrera      | 140 x 40 mm                                     | 140 x 40 mm                                     |                  |
| Pes en sec         | 95 kg                                           | 98 kg                                           |                  |
| Dipòsit            | Vermell amb franja argentada inferior           | Vermell amb franja argentada inferior           |                  |

### Models 124 i 125
Fitxa tècnica
| Bultaco Sherpa T   | Bultaco Sherpa T                                   | Bultaco Sherpa T                                   | Bultaco Sherpa T |
| ------------------ | -------------------------------------------------- | -------------------------------------------------- | ---------------- |
|                    | 250                                                | 350                                                |                  |
| Id. Model          | 124                                                | 125                                                |                  |
| Núm. Sèrie         | 124.000.001                                        | 125.000.001                                        |                  |
| Anys               | 1974                                               | 1974                                               |                  |
| CC                 | 244,29                                             | 326,03                                             |                  |
| Diàmetre x Carrera | 72 x 60 mm                                         | 83,2 x 60 mm                                       |                  |
| Compressió         | 9:1                                                | 9:1                                                |                  |
| CV                 | 20 a 5.500 rpm                                     | 21,5 a 5.000 rpm                                   |                  |
| Carburador         | AMAL 627                                           | AMAL 627                                           |                  |
| Canvi              | 5 velocitats                                       | 5 velocitats                                       |                  |
| Suspensió davant   | Telescòpica amb amortidors hidràulics              | Telescòpica amb amortidors hidràulics              |                  |
| Suspensió darrera  | Amortidors hidràulics graduables                   | Amortidors hidràulics graduables                   |                  |
| Pneumàtic davant   | 2,75 x 21                                          | 2,75 x 21                                          |                  |
| Pneumàtic darrera  | 4 x 18                                             | 4 x 18                                             |                  |
| Frens davant       | 125 x 25 mm                                        | 125 x 25 mm                                        |                  |
| Frens darrera      | 140 x 40 mm                                        | 140 x 40 mm                                        |                  |
| Pes en sec         | 90,5 kg                                            | 91 kg                                              |                  |
| Dipòsit            | Vermell amb franja argentada inferior (4,5 litres) | Vermell amb franja argentada inferior (4,5 litres) |                  |

### Models 150 i 151
El model 151 fou el darrer a incorporar el "Kit Campió" i presentava poques variacions pel que fa al model anterior, com ara el reforç del xassís, la fixació culata-xassís, un nou carter d'embragatge i un silenciador més eficaç amb una forma diferent a la part final.
Fitxa tècnica
| Bultaco Sherpa T  | Bultaco Sherpa T                                   | Bultaco Sherpa T                                   |
| ----------------- | -------------------------------------------------- | -------------------------------------------------- |
|                   | 250                                                | 350                                                |
| Id. Model         | 150                                                | 151                                                |
| Núm. Sèrie        | 150.000.001                                        | 151.000.001                                        |
| Anys              | 1975                                               | 1975                                               |
| CC                | 244,29                                             | 326,03                                             |
| CV                | 14,4 a 5.500 rpm                                   | 17,5 a 5.000 rpm                                   |
| Carburador        | AMAL 627                                           | AMAL 627                                           |
| Canvi             | 5 velocitats                                       | 5 velocitats                                       |
| Suspensió davant  | Telescòpica amb amortidors hidràulics              | Telescòpica amb amortidors hidràulics              |
| Suspensió darrera | Amortidors hidràulics graduables                   | Amortidors hidràulics graduables                   |
| Pneumàtic davant  | 2,75 x 21                                          | 2,75 x 21                                          |
| Pneumàtic darrera | 4 x 18                                             | 4 x 18                                             |
| Frens davant      | Tambor 125 mm                                      | Tambor 125 mm                                      |
| Frens darrera     | Tambor 140 mm                                      | Tambor 140 mm                                      |
| Pes en sec        | 90,5 kg                                            | 91 kg                                              |
| Dipòsit           | Vermell amb franja argentada inferior (4,5 litres) | Vermell amb franja argentada inferior (4,5 litres) |

### Models 157, 158 i 159
El 1975 Bultaco tornava a renovar estèticament la Sherpa T, tot desestimant el famós "Kit Campió" i tornant als inicis: dipòsit i plaques laterals per separat. Aquesta moto es conegué entre els afeccionats com a Sherpa "Manuel Soler" atès que el català participà activament en el seu desenvolupament. Amb els nous models 158 i 159 s'aconseguí millorar el parell motor i l'elasticitat de la Sherpa T, així com la suavitat a les respostes. Per tal d'aconseguir-ho, a la 350 se li canvià el carburador per un Bing 27 i se li augmentà la superfície filtrant.
Fitxa tècnica
| Bultaco Sherpa T   | Bultaco Sherpa T                                   | Bultaco Sherpa T                                   | Bultaco Sherpa T                                   | Bultaco Sherpa T |
| ------------------ | -------------------------------------------------- | -------------------------------------------------- | -------------------------------------------------- | ---------------- |
|                    | 125                                                | 250                                                | 350                                                |                  |
| Id. Model          | 157                                                | 158                                                | 159                                                |                  |
| Núm. Sèrie         | 157.000.001                                        | 158.000.001                                        | 159.000.001                                        |                  |
| Anys               | 1975                                               | 1975 - 1976                                        | 1975 - 1976                                        |                  |
| CC                 | 118,82                                             | 237,43                                             | 326,03                                             |                  |
| Diàmetre x Carrera | 54,2 x 51,5 mm                                     | 71 x 60 mm                                         | 83,2 x 60 mm                                       |                  |
| Compressió         | 12:1                                               | 9:1                                                | 9:1                                                |                  |
| CV                 | 9,12 a 8.500 rpm                                   | 14,1 a 5.500 rpm                                   | 18,5 a 6.000 rpm                                   |                  |
| Carburador         | Amal 2625                                          | Amal 2627                                          | Bing T-84 28 mm                                    |                  |
| Canvi              | 5 velocitats                                       | 5 velocitats                                       | 5 velocitats                                       |                  |
| Suspensió davant   | Telescòpica amb amortidors hidràulics              | Betor 165/35 mm                                    | Betor 165/35 mm                                    |                  |
| Suspensió darrera  | Amortidors hidràulics                              | Betor 340/100 mm                                   | Betor 340/100 mm                                   |                  |
| Pneumàtic davant   | 2,50 x 20                                          | 2,75 x 21                                          | 2,75 x 21                                          |                  |
| Pneumàtic darrera  | 3,75 x 17                                          | 4 x 18                                             | 4 x 18                                             |                  |
| Frens davant       | Tambor 125 mm                                      | 125 x 25 mm                                        | 125 x 25 mm                                        |                  |
| Frens darrera      | Tambor 125 mm                                      | 140 x 40 mm                                        | 140 x 40 mm                                        |                  |
| Pes en sec         | 80 kg                                              | 92 kg                                              | 92,5 kg                                            |                  |
| Dipòsit            | Vermell amb ratlla argentada superior (5,5 litres) | Vermell amb ratlla argentada superior (6,5 litres) | Vermell amb ratlla argentada superior (6,5 litres) |                  |

### Models 182 i 183
Fitxa tècnica
| Bultaco Sherpa T   | Bultaco Sherpa T                                   | Bultaco Sherpa T                                   |
| ------------------ | -------------------------------------------------- | -------------------------------------------------- |
|                    | 250                                                | 350                                                |
| Id. Model          | 182                                                | 183                                                |
| Núm. Sèrie         | 182.000.001                                        | 183.000.001                                        |
| Anys               | 1976 - 1977                                        | 1976 - 1977                                        |
| CC                 | 237,55                                             | 326,2                                              |
| Diàmetre x Carrera | 71 x 60 mm                                         | 83,2 x 60 mm                                       |
| Compressió         | 9:1                                                | 9:1                                                |
| CV                 | 14,1 a 5.500 rpm                                   | 18,5 a 6.000 rpm                                   |
| Carburador         | Amal 2627                                          | Bing 28 mm                                         |
| Canvi              | 5 velocitats                                       | 5 velocitats                                       |
| Suspensió davant   | Telescòpica amb amortidors hidràulics              | Telescòpica amb amortidors hidràulics              |
| Suspensió darrera  | Amortidors hidràulics graduables                   | Amortidors hidràulics graduables                   |
| Pneumàtic davant   | 2,75 x 21                                          | 2,75 x 21                                          |
| Pneumàtic darrera  | 4 x 18                                             | 4 x 18                                             |
| Frens davant       | 125 x 25 mm                                        | 125 x 25 mm                                        |
| Frens darrera      | 125 x 25 mm                                        | 125 x 25 mm                                        |
| Pes en sec         | 92 kg                                              | 92,5 kg                                            |
| Dipòsit            | Vermell amb ratlla argentada superior (6,5 litres) | Vermell amb ratlla argentada superior (6,5 litres) |

### Models 184 i 185
Fitxa tècnica
| Bultaco Sherpa T   | Bultaco Sherpa T                                   | Bultaco Sherpa T                                   | Bultaco Sherpa T |
| ------------------ | -------------------------------------------------- | -------------------------------------------------- | ---------------- |
|                    | 74                                                 | 125                                                |                  |
| Id. Model          | 184                                                | 185                                                |                  |
| Núm. Sèrie         | 184.000.001                                        | 185.000.001                                        |                  |
| Anys               | 1976 - 1978                                        | 1976 - 1978                                        |                  |
| CC                 | 74                                                 | 118,8                                              |                  |
| Diàmetre x Carrera | 43 x 51,5 mm                                       | 54,2 x 51,5 mm                                     |                  |
| Compressió         | 11:1                                               | 11:1                                               |                  |
| CV                 | 6,63 a 7.000 rpm                                   | 9,12 a 8.500 rpm                                   |                  |
| Carburador         | Zenith 18 mm                                       | Amal 2625                                          |                  |
| Canvi              | 6 velocitats                                       | 6 velocitats                                       |                  |
| Suspensió davant   | Telescòpica amb amortidors hidràulics              | Telescòpica amb amortidors hidràulics              |                  |
| Suspensió darrera  | Amortidors hidràulics graduables                   | Amortidors hidràulics graduables                   |                  |
| Pneumàtic davant   | 2,50 x 20                                          | 2,50 x 20                                          |                  |
| Pneumàtic darrera  | 3,75 x 17                                          | 3,75 x 17                                          |                  |
| Frens davant       | 125 mm                                             | 125 mm                                             |                  |
| Frens darrera      | 125 mm                                             | 125 mm                                             |                  |
| Pes en sec         | 80 kg                                              | 80 kg                                              |                  |
| Dipòsit            | Vermell amb ratlla argentada superior (5,5 litres) | Vermell amb ratlla argentada superior (5,5 litres) |                  |

1. ↑  El 1978, la pintura del dipòsit es canvià per un vermell més llampant, amb la ratlla superior negra per comptes d'argentada

### Models 190 i 191

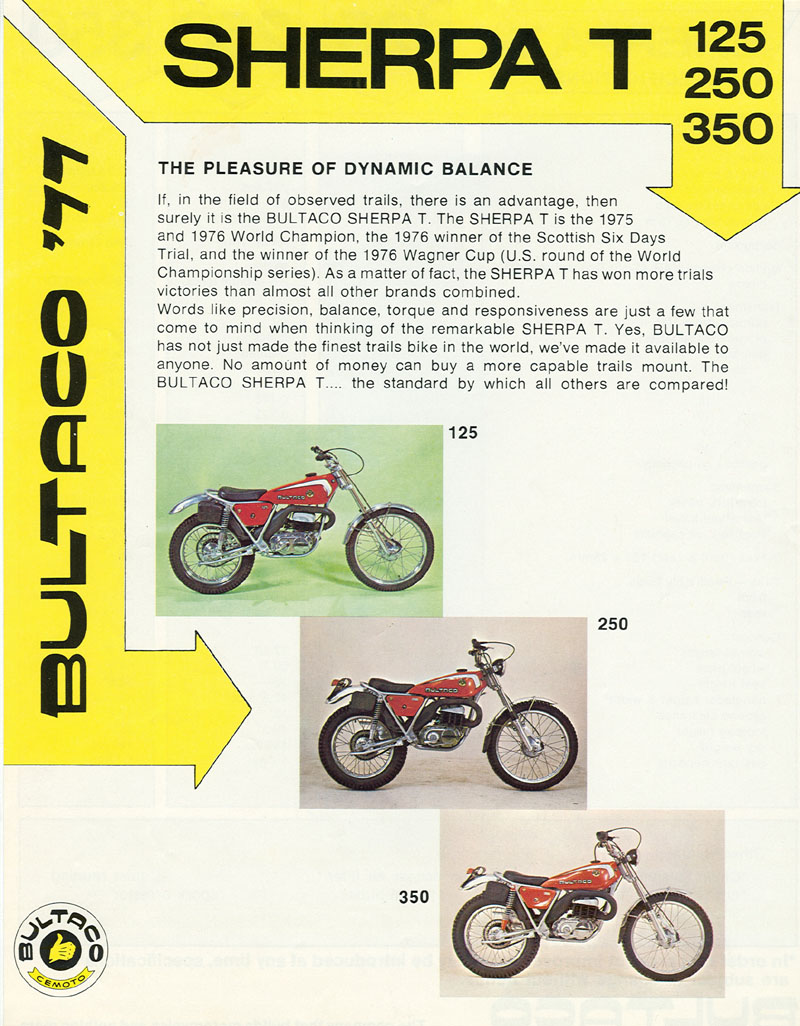
Fullet comercial de la Bultaco Sherpa T de 1977

Fitxa tècnica
| Bultaco Sherpa T   | Bultaco Sherpa T                                   | Bultaco Sherpa T                                   | Bultaco Sherpa T |
| ------------------ | -------------------------------------------------- | -------------------------------------------------- | ---------------- |
|                    | 250                                                | 350                                                |                  |
| Id. Model          | 190                                                | 191                                                |                  |
| Núm. Sèrie         | 190.000.001                                        | 191.000.001                                        |                  |
| Anys               | 1977 - 1978                                        | 1977 - 1978                                        |                  |
| CC                 | 237,55                                             | 326,2                                              |                  |
| Diàmetre x Carrera | 71 x 60 mm                                         | 83,2 x 60 mm                                       |                  |
| Compressió         | 9:1                                                | 9:1                                                |                  |
| CV                 | 14,1 a 5.500 rpm                                   | 20,8 a 6.500 rpm                                   |                  |
| Carburador         | Amal 2600 27 mm                                    | Bing 28 mm                                         |                  |
| Canvi              | 5 velocitats                                       | 5 velocitats                                       |                  |
| Suspensió davant   | Telescòpica amb amortidors hidràulics              | Telescòpica amb amortidors hidràulics              |                  |
| Suspensió darrera  | Amortidors hidràulics graduables                   | Amortidors hidràulics graduables                   |                  |
| Pneumàtic davant   | 2,75 x 21                                          | 2,75 x 21                                          |                  |
| Pneumàtic darrera  | 4 x 18                                             | 4 x 18                                             |                  |
| Frens davant       | 125 x 25 mm                                        | 125 x 25 mm                                        |                  |
| Frens darrera      | 125 x 25 mm                                        | 125 x 25 mm                                        |                  |
| Pes en sec         | 92 kg                                              | 92,5 kg                                            |                  |
| Dipòsit            | Vermell amb ratlla argentada superior (6,5 litres) | Vermell amb ratlla argentada superior (6,5 litres) |                  |

### Models 196 i 197
Fitxa tècnica
| Bultaco Sherpa T   | Bultaco Sherpa T                      | Bultaco Sherpa T                      |
| ------------------ | ------------------------------------- | ------------------------------------- |
|                    | 74                                    | 125                                   |
| Id. Model          | 196                                   | 197                                   |
| Núm. Sèrie         | 196.000.001                           | 197.000.001                           |
| Anys               | 1979 - 1982                           | 1979 - 1980                           |
| CC                 | 74                                    | 118,8                                 |
| Diàmetre x Carrera | 43 x 51,5 mm                          | 54,2 x 51,5 mm                        |
| Compressió         | 11:1                                  | 11:1                                  |
| CV                 | 6,63 a 7.000 rpm                      | 9,12 a 8.500 rpm                      |
| Carburador         | Zenith 18 mm                          | Amal 2625                             |
| Canvi              | 6 velocitats                          | 6 velocitats                          |
| Suspensió davant   | Telescòpica amb amortidors hidràulics | Telescòpica amb amortidors hidràulics |
| Suspensió darrera  | Amortidors hidràulics graduables      | Amortidors hidràulics graduables      |
| Pneumàtic davant   | 2,50 x 20                             | 2,50 x 20                             |
| Pneumàtic darrera  | 3,75 x 17                             | 3,75 x 17                             |
| Frens davant       | 125 mm                                | 125 mm                                |
| Frens darrera      | 125 mm                                | 125 mm                                |
| Pes en sec         | 80 kg                                 | 80 kg                                 |
| Dipòsit            | Blau (5,5 litres)                     | Blau (5,5 litres)                     |

### Models 198 i 199

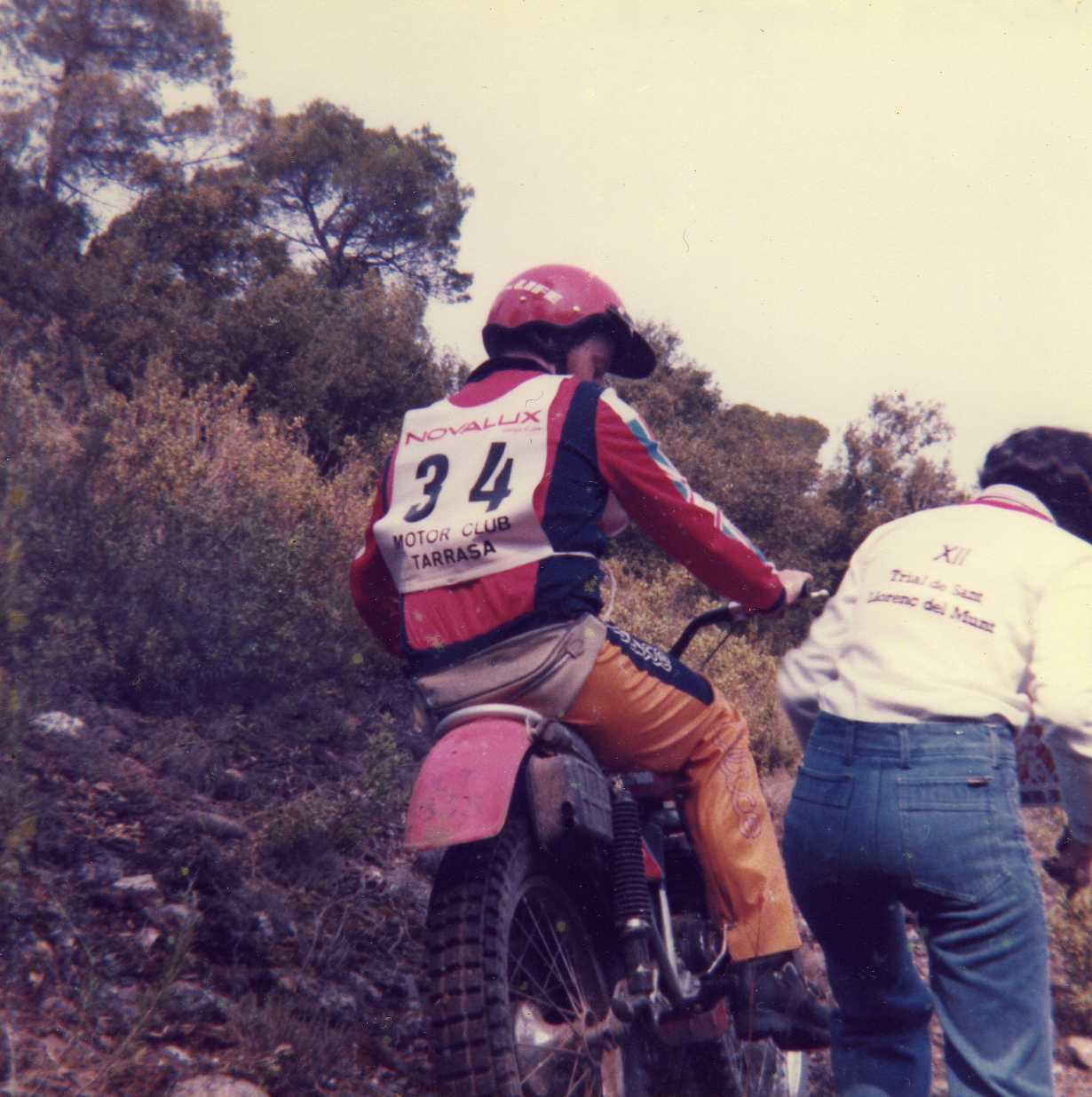
Martin Lampkin amb la Sherpa T 350 al Trial de Sant Llorenç de

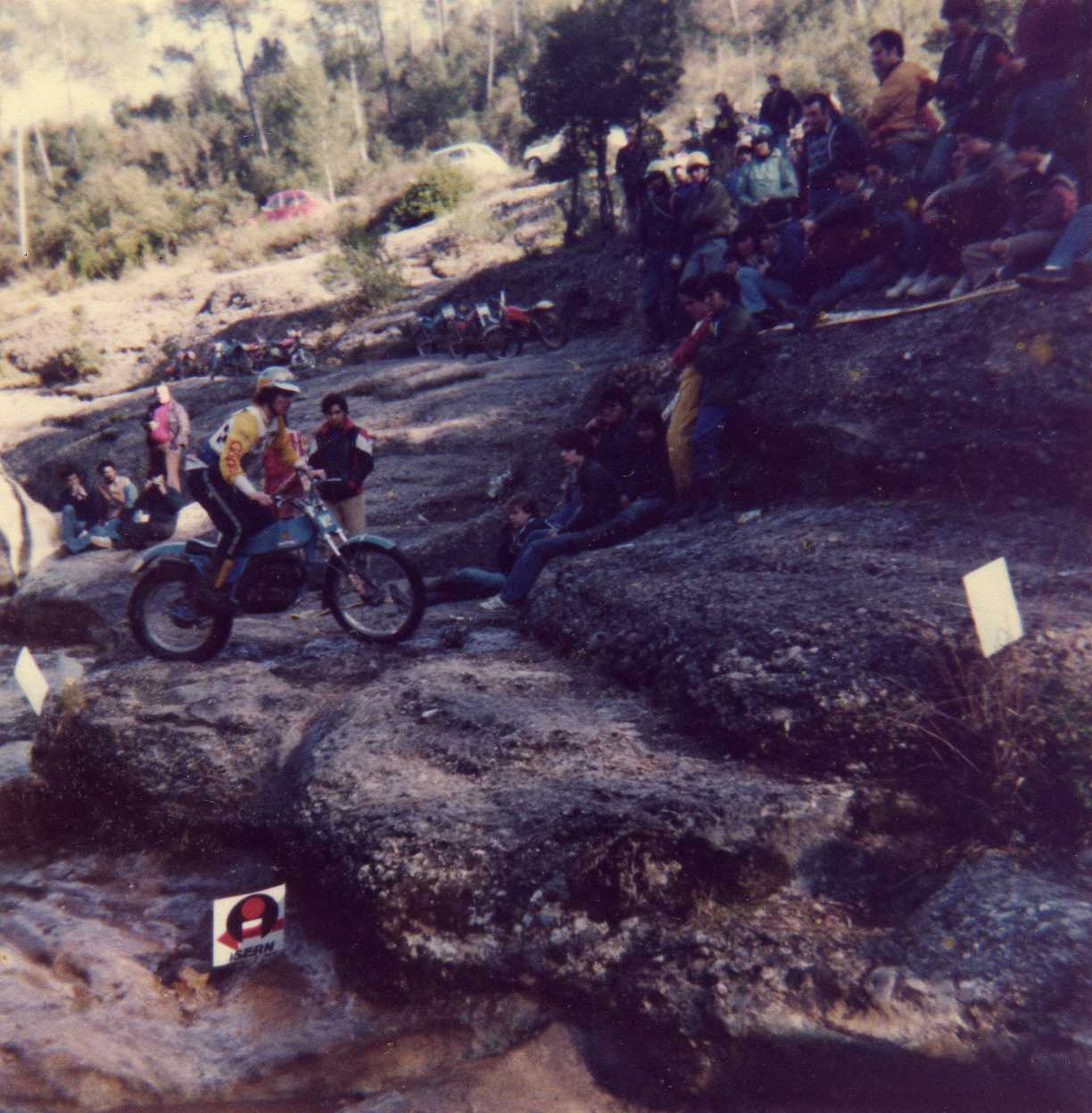
Bernie Schreiber amb la Sherpa T 350 blava al Trial de Sant Llorenç de

El model 199, aparegut el 1978, adoptà un innovador dipòsit de plàstic irrompible, més estret a la zona dels genolls, que arraconà per sempre més l'anterior de fibra de vidre (tot i que al Regne Unit s'hi exportava amb un d'alumini per qüestions legals). La pintura seguia essent vermella, malgrat que el to es difuminà força degut al canvi de material, i es canvià també la ratlla argentada superior per dues d'anteriors més curtes. Aquesta nova Sherpa T presentava altres importants innovacions estètiques com ara el nou disseny de seient, filtre d'aire i tapes laterals, parafangs en plàstic vermell i pintura negre mat a tot el motor, ampolles de forquilla i manillar. Pel que fa al motor, se'n reduí l'amplada a causa del canvi de la tapa d'embragatge, i se n'augmentà la potència fins als 20,8 CV. Finalment, el bastidor s'allargà a la part posterior augmentant-ne així la rigidesa.
El 1979, la moto es tornà a renovar estèticament, tot canviant el clàssic color vermell per un blau llampant, tant al dipòsit i plaques com als parafangs i fins i tot al xassís. Amb el motor pintat totalment de negre s'aconseguia un bonic contrast. Altres característiques de la 350 eren l'engegada electrònica per descàrrega capacitativa i, com de costum, bastidor de simple bressol desdoblat sota el motor, transmissió primària i secundària per cadena i embragatge de discs múltiples en bany d'oli. La moto tenia un consum moderat atesos els baixos règims de funcionament del seu motor, limitant-se així considerablement l'emissió de gasos contaminants.
Fitxa tècnica
| • Relacions                                                  |
| ------------------------------------------------------------ |
| - 1a: 1:0,223 - 2a: 0,287 - 3a: 0,376 - 4a: 0,612 - 5a: 1,00 |

| • Relacions                                                                 |
| --------------------------------------------------------------------------- |
| - 1a: 0,223 a 1 - 2a: 0,287 a 1 - 3a: 0,376 a 1 - 4a: 0,612 a 1 - 5a: 1 a 1 |

| • Dimensions                                                  |
| ------------------------------------------------------------- |
| - Llargada màxima: 2.005 mm - Distància entre eixos: 1.315 mm |

| • Dimensions |
| --- |
| - Llargada màxima: 2.005 mm - Amplada màxima: 1.095 mm - Alçada selló: 825 mm - Distància mínima a terra: 315 mm - Distància entre eixos: 1.315 mm |

1. ↑  El color blau, que substituïa el clàssic vermell, s'adoptà el 1979

### Models 198A i 199A
Fitxa tècnica
| Bultaco Sherpa T   | Bultaco Sherpa T                                  | Bultaco Sherpa T                                  | Bultaco Sherpa T |
| ------------------ | ------------------------------------------------- | ------------------------------------------------- | ---------------- |
|                    | 250                                               | 350                                               |                  |
| Id. Model          | 198A                                              | 199A                                              |                  |
| Núm. Sèrie         | ?                                                 | ?                                                 |                  |
| Anys               | 1980 - 1981                                       | 1980 - 1981                                       |                  |
| CC                 | 237,5                                             | 326,2                                             |                  |
| Diàmetre x Carrera | 71 x 60 mm                                        | 83,2 x 60 mm                                      |                  |
| Compressió         | 9:1                                               | 9:1                                               |                  |
| CV                 | 14,1 a 5.500 rpm                                  | 20,8 a 6.500 rpm                                  |                  |
| Carburador         | Amal 27 mm                                        | Bing 28 mm                                        |                  |
| Canvi              | 5 velocitats                                      | 5 velocitats                                      |                  |
| Suspensió davant   | Forquilla telescòpica                             | Forquilla telescòpica                             |                  |
| Suspensió darrera  | Forquilla oscil·lant amb amortidors               | Forquilla oscil·lant amb amortidors               |                  |
| Pneumàtic davant   | 2,75 x 21                                         | 2,75 x 21                                         |                  |
| Pneumàtic darrera  | 4,00 x 18                                         | 4,00 x 18                                         |                  |
| Frens davant       | Tambor 125 x 25 mm                                | Tambor 125 x 25 mm                                |                  |
| Frens darrera      | Tambor 125 x 25 mm                                | Tambor 125 x 25 mm                                |                  |
| Pes en sec         | 92,5 kg                                           | 92,5 kg                                           |                  |
| Dipòsit            | Blau amb ratlles argentades posteriors (5 litres) | Blau amb ratlles argentades posteriors (5 litres) |                  |

### Models 198B i 199B
En plena crisi de Bultaco (crisi que acabà comportant-ne el tancament), la nova Sherpa T es presentà al Saló de Barcelona de 1981. Dotada d'un nou canvi de sis velocitats i un característic xassís pintat de blanc i retallat a la cua (en un intent de perdre pes), era una rèplica del prototipus desenvolupat per Yrjö Vesterinen durant la temporada de 1981, en què el finlandès tornà a Bultaco finançat pels importadors europeus. Fou la darrera versió de la Sherpa T i significà el pas final en el desenvolupament de la moto de trial més cèlebre de tots els temps, després d'haver dominat la disciplina del trial durant més de quinze anys. Un dels trets més característics d'aquesta moto era el seu xassís pintat de blanc, motiu pel qual era coneguda com a "la blanca".
Fitxa tècnica
| Bultaco Sherpa T  | Bultaco Sherpa T                    | Bultaco Sherpa T                    | Bultaco Sherpa T |
| ----------------- | ----------------------------------- | ----------------------------------- | ---------------- |
|                   | 250                                 | 350                                 |                  |
| Id. Model         | 198B                                | 199B                                |                  |
| Núm. Sèrie        | ?                                   | ?                                   |                  |
| Anys              | 1981 - 1982                         | 1981 - 1985                         |                  |
| CC                | 237,5                               | 340,4                               |                  |
| CV                | 14,4 a 5.500 rpm                    | 20,8 a 6.000 rpm                    |                  |
| Canvi             | 5 velocitats                        | 6 velocitats                        |                  |
| Suspensió davant  | Forquilla telescòpica               | Forquilla telescòpica               |                  |
| Suspensió darrera | Forquilla oscil·lant amb amortidors | Forquilla oscil·lant amb amortidors |                  |
| Pneumàtic davant  | 2,75 x 21                           | 2,75 x 21                           |                  |
| Pneumàtic darrera | 4,00 x 18                           | 4,00 x 18                           |                  |
| Frens davant      | Tambor 125 mm                       | Tambor 125 mm                       |                  |
| Frens darrera     | Tambor 125 mm                       | Tambor 125 mm                       |                  |
| Pes en sec        | 92,5 kg                             | 92,5 kg                             |                  |
| Dipòsit           | Blau amb ratlla blanca posterior    | Blau amb ratlla blanca posterior    |                  |